# کوه احد
کوه اُحُد (به عربی: جبل أحد) کوهی در شمال مدینه در منطقهٔ حجاز در عربستان سعودی است. ارتفاع آن به ۱٬۰۷۷ متر (۳٬۵۳۳ فوت) و طول آن به ۷٫۵ کیلومتر (۴٫۷ مایل) می‌رسد. این کوه صحنهٔ دومین نبرد میان محمد، پیامبر اسلام، و ناباورمندان به الله از قبیله قریش، یعنی قبیلهٔ خودش بود. نبرد اُحد در ۱۹ مارس سال ۶۲۵ میلادی، میان نیروهایی از جامعهٔ کوچک مسلمانان مدینه و سپاهی از مکه در شمال غرب شبه‌جزیره عربستان درگرفت.
در نزدیکی این کوه،  مسجد سیدالشهدا قرار دارد.

## نبرد اُحد
این نبرد در تاریخ ۱۹ مارس ۶۲۵ میلادی (۳ شوال سال ۳ هجری قمری به‌تقویم اسلامی) در دره‌ای در برابر کوه اُحد، در منطقه‌ای که اکنون شمال غرب شبه‌جزیرهٔ عربستان محسوب می‌شود، روی داد. نبرد میان سپاهی از مسلمانان مدینه به رهبری محمد و سپاهی از مکه به فرماندهی ابوسفیان بن حرب درگرفت؛ همان شهری که بسیاری از مسلمانان پیش‌تر از آن هجرت کرده بودند. نبرد اُحد دومین رویارویی نظامی میان مکیان و مسلمانان بود. پیش از آن، در سال ۶۲۴ میلادی، نبرد بدر رخ داده بود که در آن، سپاه کوچک مسلمانان موفق شد ارتش بزرگ‌تر مکه را شکست دهد.
سپاه مکه در ۱۱ مارس ۶۲۵ میلادی برای گرفتن انتقام شکست در بدر و حمله به محمد و پیروانش از مکه به‌سوی مدینه حرکت کرد. مسلمانان به‌سرعت آمادهٔ نبرد شدند و دو سپاه در دامنه‌ها و دشت‌های کوه اُحد به مصاف هم رفتند.
با وجود برتری عددی دشمن، مسلمانان در آغاز نبرد پیش‌دستی کرده و صفوف مکیان را عقب راندند، به‌گونه‌ای که بخش بزرگی از اردوگاه مکه بی‌دفاع ماند. اما هنگامی که پیروزی نهایی مسلمانان نزدیک می‌نمود، اشتباهی جدی از سوی بخشی از سپاه اسلام رخ داد که مسیر نبرد را تغییر داد. تیراندازانی که پیامبر به آن‌ها دستور داده بود در جای خود باقی بمانند، موقعیتشان را رها کرده و برای غارت اردوگاه دشمن به آن‌جا رفتند. این اقدام باعث شد تا خالد بن ولید، سردار کهنه‌کار مکه، با سواره‌نظامش حمله‌ای غافلگیرانه ترتیب دهد و آشفتگی را در صفوف مسلمانان پدید آورد. در نتیجه، بسیاری از مسلمانان کشته شدند، از جمله حمزه بن عبدالمطلب، عموی پیامبر و برادر رضاعی او. محمد نیز زخمی شد. مسلمانان ناگزیر شدند به دامنه‌های اُحد عقب‌نشینی کنند. سپاه مکه مسلمانان را تعقیب نکرد و به مکه بازگشت و ادعای پیروزی کرد. این دو سپاه بار دیگر در سال ۶۲۷ میلادی در نبرد خندق رویارو شدند.

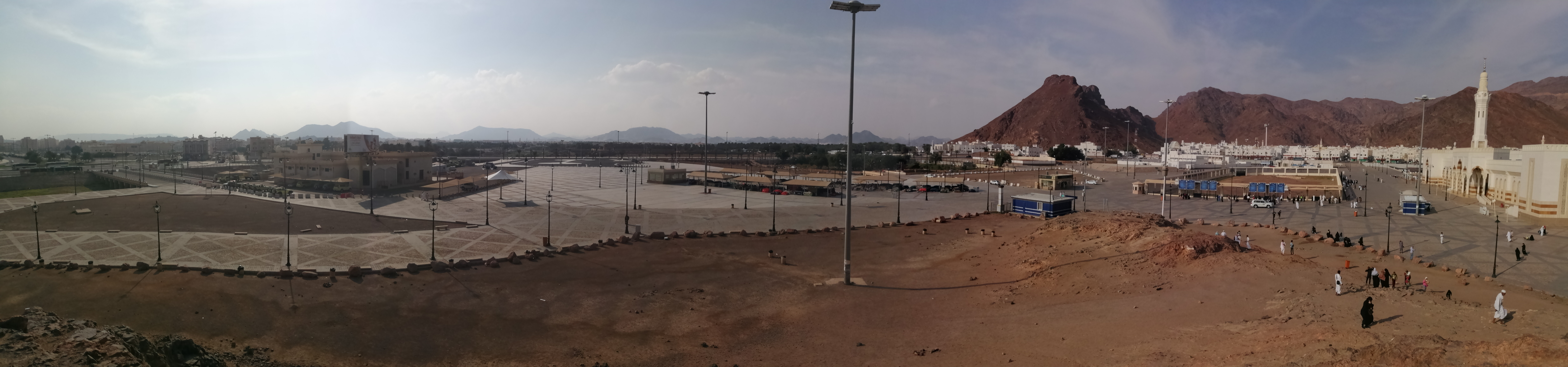
سراسرنما